# Edith Frank
Edith Frank, nata Holländer (Aquisgrana, 17 gennaio 1900 – campo di sterminio di Birkenau, 6 gennaio 1945), era la madre di Margot e Anna Frank e come loro fu vittima dell'Olocausto.

## Biografia

### Primi anni e famiglia
Edith Holländer nacque ad Aquisgrana, in Germania, da Abraham Holländer (1860-1928), proprietario di varie aziende metallurgiche, e Rosalie Holländer-Stern (1866-1942). Aveva due fratelli, Julius (1894–1967) e Walter Holländer (1897–1968), e una sorella maggiore, Bettina (1898-1914), morta alla prematura età di sedici anni per la tubercolosi. La sua era una prominente e agiata famiglia di ebrei osservanti, molto legati alle festività religiose. Per questo, Edith era solita partecipare a feste, balli e cene organizzati dalla comunità ebraica di Aquisgrana. Nel 1916, ottenne il diploma alla Evangelische Viktoriaschule e iniziò a lavorare nell'azienda di famiglia.

### Matrimonio ed emigrazione
Il 12 maggio 1925 si sposò con Otto Frank, di undici anni più grande di lei e membro di una ricca famiglia di Francoforte; la cerimonia si svolse nella sinagoga di Aquisgrana, per volere dei genitori di Edith. La coppia si era conosciuta due mesi prima, nel marzo 1925, durante una vacanza a Sanremo, in Italia, meta che scelsero anche per il loro viaggio di nozze. Il 16 febbraio 1926 nacque la loro prima figlia, Margot, seguita tre anni dopo da Anna, precisamente il 12 giugno 1929.
Nel 1933, con l'avvento del nazionalsocialismo e l'emanazione delle leggi razziali contro gli ebrei, la famiglia Frank decise di emigrare ad Amsterdam, nei Paesi Bassi, seguiti nel 1939 dalla madre di Edith, Rosa. I fratelli Julius e Walter fuggirono invece negli Stati Uniti. A differenza di Otto e delle figlie, Edith faticava ad abituarsi alla nuova vita nella capitale olandese e aveva spesso nostalgia della Germania.

### Persecuzione e morte

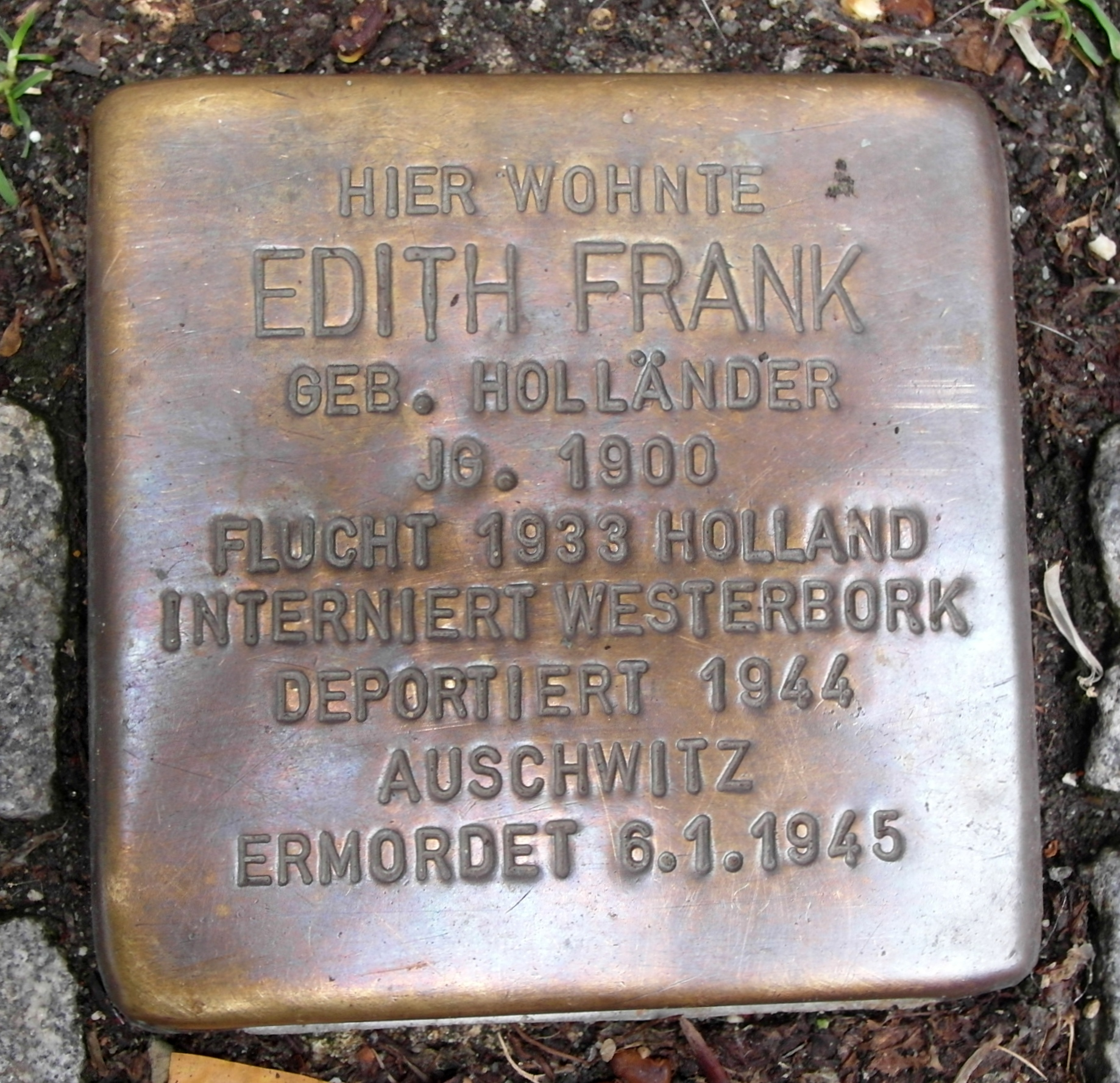
Una pietra d'inciampo dedicata ad Edith Frank situata ad Aquisgrana

A seguito dell'invasione tedesca dei Paesi Bassi, nel luglio 1942 i Frank si nascosero in un locale situato sopra agli uffici della ditta di Otto, l'Opekta, per evitare l'arresto e la deportazione. Assieme a loro, trovarono rifugio la famiglia van Pels e il dentista Fritz Pfeffer. Gli otto clandestini, aiutati da un gruppo di collaboratori delle ditte di Otto, rimasero nascosti per più di due anni fino a che, il 4 agosto 1944, furono arrestati dalla Gestapo a seguito di una soffiata rimasta anonima e internati nel campo di transito di Westerbork, nel nord-est dei Paesi Bassi. Il 3 settembre furono poi trasferiti nel lager di Auschwitz-Birkenau, in Polonia. Edith, dopo essere stata divisa dal marito Otto e, il 30 ottobre, dalle figlie Margot ed Anna, deportate a Bergen-Belsen, fu selezionata per la camera a gas ma riuscì a scampare alla morte assieme ad una compagna di prigionia. Provata dal dolore per essere stata separata dalle figlie, morì di inedia a Birkenau il 6 gennaio 1945, rifiutando di mangiare il cibo che le veniva dato e conservandolo per la sua famiglia. La sua morte fu testimoniata dalla superstite Rosa de Winter-Levy. Il corpo di Edith Frank si presume sia stato in seguito incenerito nei crematori del campo.

## Il rapporto con la figlia Anna
Nel suo diario, Anna parlò spesso del suo rapporto teso e problematico con la madre, che descrisse come una donna indifferente e sarcastica, utilizzando anche parole dure nei suoi confronti. Per questo, il padre Otto, unico superstite della sua famiglia, decise di applicare qualche modifica al diario della figlia, togliendo tutti i commenti che potevano risultare offensivi nei confronti della defunta Edith e degli altri clandestini. Tuttavia, nel 1999, diciannove anni dopo la morte del signor Frank, furono riportate alla luce alcune pagine precedentemente rimosse, nelle quali viene mostrata un'Anna più saggia e comprensiva nei confronti della madre. La ragazza infatti sospettava che mentre Edith amava profondamente Otto, quest'ultimo le fosse solamente devoto, e sviluppò un sentimento di empatia per la sua situazione. Inoltre, nel libro The Last Seven Months of Anne Frank di Willy Lindwer, la superstite Bloeme Evers-Emden ha affermato che, durante la loro permanenza nel lager di Auschwitz, Edith e Anna erano sempre insieme e si supportavano a vicenda, suggerendo quindi un riavvicinamento fra le due donne.

## Teatro, cinema e televisione
Edith Frank appare come personaggio nei numerosi adattamenti del diario di Anna Frank, per il teatro, il cinema e la televisione. Gusti Huber è l'attrice che per prima ha creato il ruolo nella produzione teatrale di Broadway del 1955, ripetendosi quindi nel celebre film di George Stevens del 1959. In seguito si sono cimentati nella parte altre note attrici come Lilli Palmer, Joan Plowright, Eleanor Bron e Tamsin Greig. Nel 1988 a Madrid è stata messa in scena anche una versione musicale del Diario, dove Edith Frank è stata interpretata da Silvia de Esteban.
| Anno | Edith Frank            | Teatro / Cinema / Televisione                                                                                     | Adattamento                          | Regia                       |
| ---- | ---------------------- | --- | ------------------------------------ | --------------------------- |
| 1955 | Gusti Huber            | Il diario di Anna Frank (The Diary of Anne Frank), riduzione teatrale (Broadway)                                  | Frances Goodrich & Albert Hackett    | Garson Kanin                |
| 1958 | Ursula Burg            | Il diario di Anna Frank (Das Tagebuch der Anne Frank), film TV (Germania Est)                                     | Frances Goodrich & Albert Hackett    | Emil Stöhr                  |
| 1959 | Gusti Huber            | Il diario di Anna Frank, film (USA)                                                                               | Frances Goodrich & Albert Hackett    | George Stevens              |
| 1962 | --                     | Il diario di Anna Frank (Dagboek van Anne Frank), film TV (Paesi Bassi)                                           | Frances Goodrich & Albert Hackett    |                             |
| 1967 | Lilli Palmer           | Il diario di Anna Frank, film TV (USA)                                                                            | Frances Goodrich & Albert Hackett    | Alex Segal                  |
| 1979 | Noriko Nakamura (voce) | Anne no nikki: Anne Frank monogatari ("Il diario di Anna: la storia di Anna Frank"), film d'animazione (Giappone) | Ryūzō Nakanishi                      | Eiji Okabe                  |
| 1980 | Joan Plowright         | Il diario di Anna Frank, film TV (USA)                                                                            | Frances Goodrich & Albert Hackett    | Boris Sagal                 |
| 1982 | --                     | Il diario di Anna Frank (Das Tagebuch der Anne Frank), film TV (Germania Est)                                     | Frances Goodrich & Albert Hackett    | Mirjana Erceg               |
| 1985 | Truus te Selle         | Il diario di Anna Frank (Het dagboek van Anne Frank), film TV (Paesi Bassi)                                       | Frances Goodrich & Albert Hackett    | Jeroen Krabbé & Hank Onrust |
| 1987 | Elizabeth Bell         | Il diario di Anna Frank, miniserie TV in 4 episodi (UK)                                                           | Elaine Morgan                        | Gareth Davies               |
| 1988 | Eleanor Bron           | The Attic: The Hiding of Anne Frank, film TV (USA)                                                                | Miep Gies                            | John Erman                  |
| 1995 | Fumie Kashiyama (voce) | Anne no nikki ("Il diario di Anna"), film d'animazione (Giappone)                                                 | Hachirô Konno & Roger Pulvers        | Akinori Nagaoka             |
| 1997 | Sophie Hayden          | Il diario di Anna Frank (The Diary of Anne Frank), riduzione teatrale (Broadway revival)                          | Frances Goodrich & Albert Hackett    | James Lapine                |
| 2001 | Tatjana Blacher        | La storia di Anna Frank (Anne Frank: The Whole Story), miniserie TV in 2 episodi (USA)                            | Kirk Ellis & Melissa Müller          | Robert Dornhelm             |
| 2008 | Silvia de Esteban      | El diario de Ana Frank - Un canto a la vida, musical (Spagna)                                                     | José Luis Tierno & Jaime Azpilicueta | Daniel Garcìa Chavéz        |
| 2009 | Tamsin Greig           | Il diario di Anna Frank, miniserie TV in 5 episodi (UK)                                                           | Deborah Moggach                      | Jon Jones                   |
| 2010 | Mari Nagy              | Mi ricordo Anna Frank, film TV (Italia)                                                                           | Alison Leslie Gold                   | Alberto Negrin              |